# Mulan Xi
Der Mulan Xi (chinesisch 木兰溪, Pinyin Mùlán Xī – „Mulan-Fluss“) ist ein Fluss in der südostchinesischen Provinz Fujian. Er entspringt im Daiyun-Gebirge auf dem Gebiet des Kreises Dehua. Er fließt durch mehrere Gemeinden der Kreise Xianyou und Putian, um dann bei der Gemeinde Sanjiangkou in das Ostchinesische Meer (Formosastraße) zu münden.
Der Mulan Xi hat eine Länge von 105 Kilometern und ein Einflussgebiet von 1732 Quadratkilometern.